# Karel Vácha
Karel Vácha (* 2. srpna 1970 v Českých Budějovicích) je bývalý fotbalový útočník a v současnosti fotbalový trenér.

## Klubová kariéra
Karel Vácha vyrůstal v Hluboké nad Vltavou, kde se věnoval již od raných let kopané a později začal i s hokejem. Jako dorostenec byl spíše hokejistou, ale když se měl rozhodnout, zvolil dráhu fotbalisty. Největší část své profesionální kariéry odehrál za SK Dynamo České Budějovice. Je nejlepším střelcem (55 gólů) a hráčem s třetím nejvyšším počtem prvoligových startů (180) v historii tohoto klubu.

## Reprezentace
Během svého působení v SK Slavia Praha nastoupil 6. září 1997 i za českou reprezentaci ke kvalifikačnímu utkání na MS 1998 proti Faerským ostrovům. V 55. minutě střídal na hřišti Pavla Kuku, Faerské ostrovy prohrály doma s ČR 0:2. Byl to Váchův jediný start v reprezentačním dresu.

## Trenérská kariéra

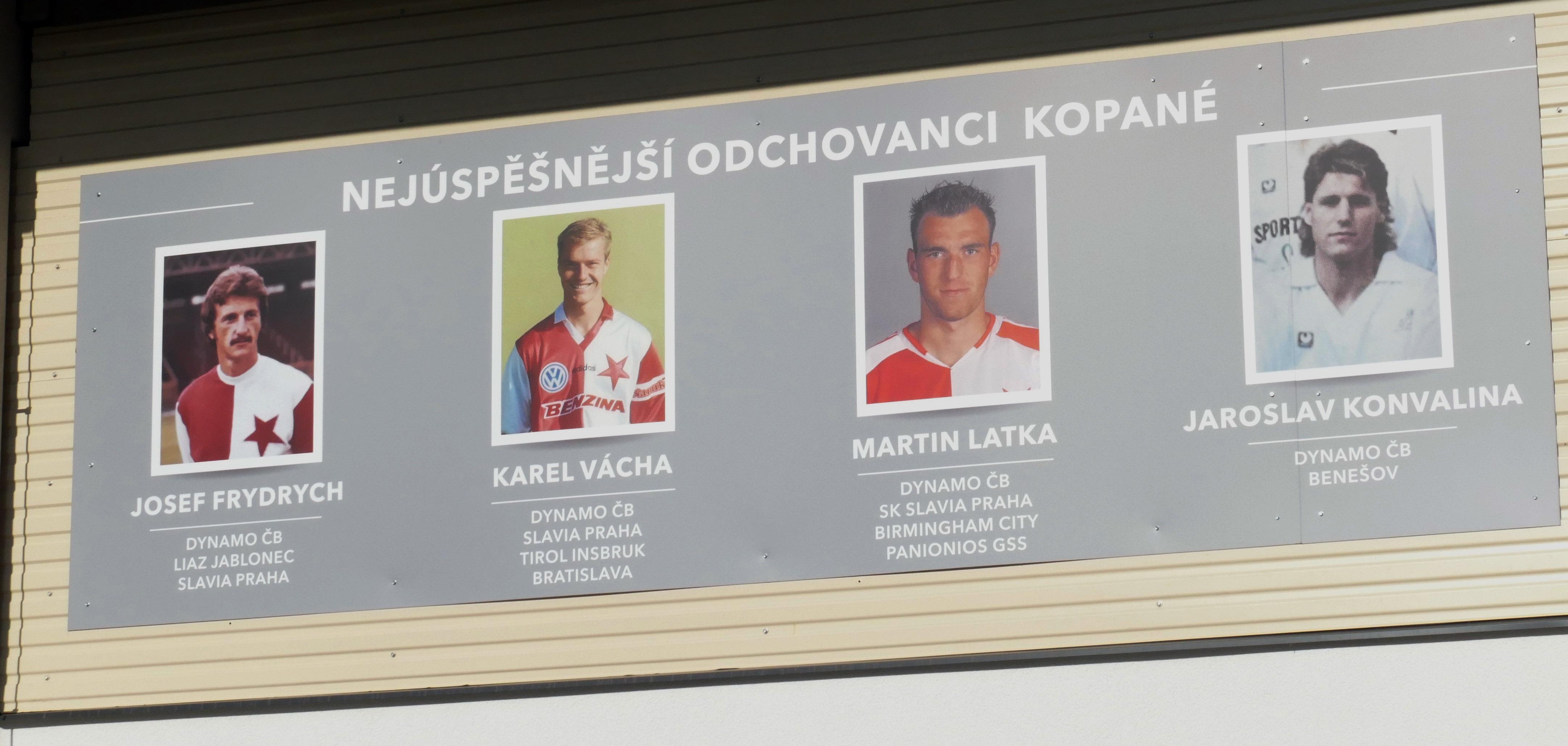
Fotbalisté z Hluboké nad Vltavou

Do Českých Budějovic se po ukončení kariéry vrátil jako asistent trenéra - v sezóně 2005/06 působil po boku trenéra Františka Cipra a v jarní části sezóny 2007/08 asistoval Františku Strakovi. Mezitím působil jako trenér v Hluboké nad Vltavou.